# Зирау
Зирау (њем. Syrau) општина је у њемачкој савезној држави Саксонија. Једно је од 45 општинских средишта округа Фогтланд. Према процјени из 2010. у општини је живјело 1.606 становника. Посједује регионалну шифру (AGS) 14523390.

## Географски и демографски подаци
Зирау се налази у савезној држави Саксонија у округу Фогтланд. Општина се налази на надморској висини од 443 метра. Површина општине износи 15,7 km². У самом мјесту је, према процјени из 2010. године, живјело 1.606 становника. Просјечна густина становништва износи 103 становника/km².